# 니조 이에코
니죠 이에코(일본어: 二条 舎子 にじょう いえこ[*], 교호 원년 8월 24일 (1716년 10월 9일) - 간세이 2년 1월 29일 (1790년 3월 14일))는 사쿠라마치 천황의 뇨고로, 현 시점 (2022년)에서의 최후의 여자 천황 고사쿠라마치 천황의 생모이다. 후에 황태후에 봉해지고, 뇨인은 세이키몬인(青綺門院)이다.

## 계보
관백 좌대신 니죠 요시타다의 차녀이다. 생모는 아버지의 정실인 카가번주 마에다 츠나노리의 딸인 토시코이다. 동복언니로는 아리스가와노미야 요리히토 친왕비 아츠코, 이복동생으로는 우대신 니죠 무네히로가 있다.

## 약력
교호 18년 (1733년), 4살 연하의 황태자 테루히토 친왕 (훗날의 사쿠라마치 천황)의 비로 입내하였다. 2년 후, 나카미카도 천황이 양위하고, 테루히토 친왕이 즉위하자, 이에코는 뇨고 선하를 받았다.
그 후, 겐분 2년 (1737년)에 1황녀 모리코 내친왕, 겐분 5년 (1740년)에 토시코 내친왕 (훗날 고사쿠라마치 천황)을 출산하지만, 남자아이를 낳지는 못하였기 때문에, 엔쿄 2년 (1745년), 텐지 아네가코지 사다코의 소생인 토오히토 친왕 (훗날의 모모조노 천황)을 양자로 맞이한다.
엔쿄 4년 (1747년), 사쿠라마치 천황이 토오히토 친왕에게 양위하자, 이에코는 황태후로 책립된다. 이때, 계승한 모모조노 천황은 불과 7세였으며, 사쿠라마치 상황에 의한 인세이가 이루어지지만, 양위로부터 3년 후인 간엔 3년 (1750년)에 사쿠라마치 상황이 승하하였다. 황태후 이에코는 여원 선하를 받아 출가를 했다.
호레키 12년 (1762년), 모모조노 천황은 22세의 젊은 나이로 승하했다. 천황의 친자인 히데히토 친왕 (훗날 고모모조노 천황)은 아직 5살이었기 때문에, 섭관가 당주들의 합의로, 사망한 모모조노 천황의 이복누나이자, 이에코의 친자인 토시코 내친왕이 히데히토 친왕이 성장할 때까지의 중간계투로 즉위하였다. 메이쇼 천황 이후 119년만의 여자 천황 고사쿠라마치 천황이 탄생했다.
메이와 7년 (1771년), 고사쿠라마치 천황은 히데히토 친왕에게 양위, 고모모조노 천황으로 즉위하는데 아버지인 모모조노 천황에 이어. 고모모조노 천황 역시 안에이 8년 (1779년)에 22살의 나이로 승하했다. 남겨진 자식은 그 해 갓 태어난 요시코 내친왕 단 한명이었기 때문에, 이 때 나카미카도 천황계의 황통은 단절되고, 다음 계승 순위인 방계 칸인노미야에서 모로히토 친왕을 맞이해 고카쿠 천황으로 즉위시켰다.
그로부터 11년 후인, 간세이 2년 1월 29일 (1790년 3월 14일), 세이키몬인 이에코는 75세의 나이로 사망하였다. 능소는 교토부 교토시 히가시야마구의 쓰키노와 능이다.
어린 천황이나, 여자 천황이 이어지던 시절, 4대에 걸친 천황의 치세에 황태후, 뇨인 자리에 있었던 것은 특히 서술할 만하다. 말년에는 모모조노 천황의 생모 카이묘몬인 (아네가코지 사다코)와 고모모조노 천황의 생모 쿄라이몬인 (이치죠 토미코) 등에 대해 "오오죠인(大女院)"으로 칭해졌다.